# Castello di Lierna

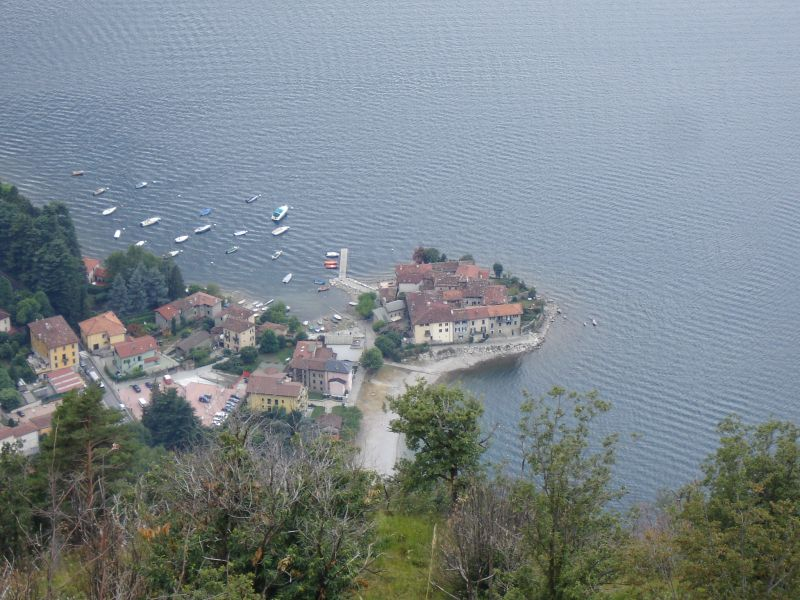
Castello di Lierna auf einer Halbinsel im Comer See

Castello di Lierna ist ein Schloss in Lierna (Italien) auf einer Halbinsel im Comer See.

## Geschichte
Die Ursprünge der Burg reichen bis in römische Zeit zurück. Von 588 bis 616 war sie Residenz der langobardischen Königin Theudelinde.
Das Castello war Schauplatz von Kämpfen zwischen Mailand und Como im Jahr 1124.
1532 wurde die Burg, die der Condottiere Gian Giacomo Medici zu einer Marinefestung hatte ausbauen lassen, von Truppen aus Graubünden nach längeren Kampfhandlungen eingenommen. Damit endete ihre Bedeutung als Militärbasis, und die Anlage wurde zu einer reinen Wohn- und Handelssiedlung.

## Santi Maurizio e Lazzaro

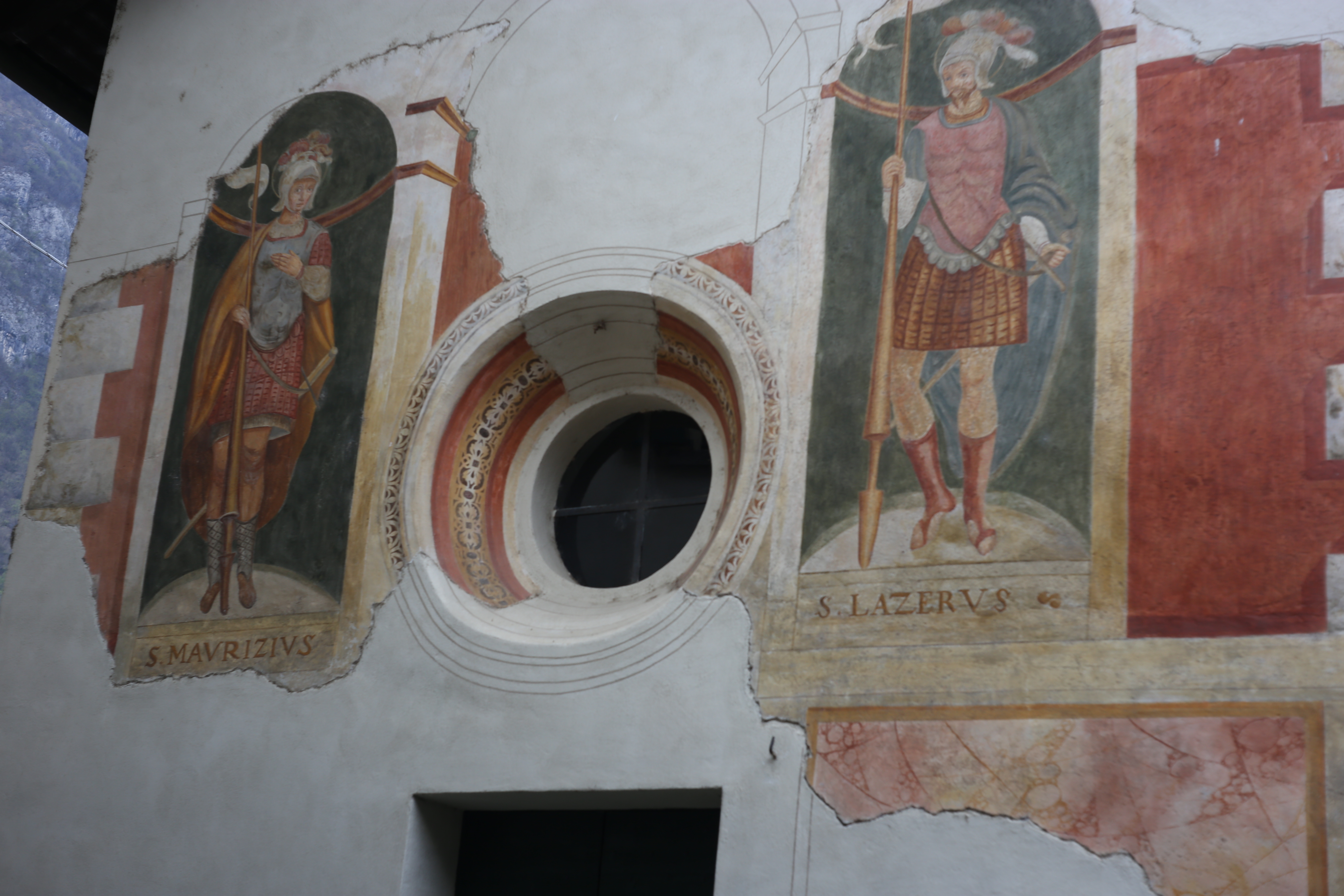
Fresken an der Fassade von Santi Maurizio e Lazzaro

Innerhalb der Burganlage befindet sich eine kleine Kapelle, die  Chiesa dei Santi Maurizio e Lazzaro.
1147 wurde die Kirche erstmals in schriftlichen Quellen erwähnt. Sie erfuhr bis ins 17. Jahrhundert einige Umgestaltungen.
Die Fresken an der Frontseite der Kapelle stammen aus dem 18. Jahrhundert und stellen die Kirchenpatrone Maurizius und Lazarus als Krieger dar. 
Weitere Fresken sind an der Südwand des Schiffs erhalten, u. a. Fragmente einer Darstellung des Hl. Sebastian.
Die Pala des barocken Altars ist das Werk eines unbekannten Künstlers. Dargestellt sind Jesus, Maria und Martha.
Am 22. Januar 1573 erneuerte Emanuel Philibert von Savoyen in der Kirche den Ritterorden der hl. Mauritius und Lazarus, nachdem  Papst Gregor XIII. den Ordre de Saint-Lazare de Jérusalem und den savoischen Orden des Heiligen Maurizius zu einem gemeinsamen Orden verbunden hatte. Der Orden existiert noch heute. 
Patronatsfest der Kirche ist der 22. September, der Tag des Hl. Maurizius.

## Castello di Liernaim Film
Das Castello war Schauplatz einer Verfilmung des Romans I Promessi Sposi (1967) von Alessandro Manzoni, Regie Sandro Bolchi.